# Laringofon
Laringofon oz. grleni mikrofon (mikrofon za grlo) je vrsta kontaktnega mikrofona, ki absorbira vibracije neposredno iz grla uporabnika s pomočjo enojnih ali dvojnih senzorjev, ki se jih nosi na vratu. Izvirajo iz tankov in hrupnih jurišnikov ter bombnikov in lovcev, kjer so klasični mikrofoni neuporabni zaradi hrupa. Senzorji zaznajo govor tudi v zelo hrupnem ali vetrovnem okolju, na primer na motorju ali v nočnem klubu. Druge vrste mikrofonov v teh pogojih ne delujejo dobro zaradi visokih ravni hrupa v ozadju. Napredni laringofoni lahko zaznajo šepet in se zato dobro obnesejo v okoljih, kjer je potrebna komunikacija z drugimi na daljavo v tišini, na primer med tajnimi vojaškimi operacijami ali operacijami organov pregona. Mikrofoni za grlo so zelo uporabni tudi, ko potrebujete čelado ali zaščito za dihala. Številne celoobrazne maske SCBA, CABA, SAR respirator, elastomerni respirator, N95 respirator maske nimajo mikrofona v maski. 

## Zgodovina

### Prva svetovna vojna – prvi grleni mikrofoni
Charles Edmond Prince je vodil razvoj grlenih mikrofonov za Britance med prvo svetovno vojno za uporabo v hrupnem in vetrovnem okolju pilotskih kabin letal. V 3-letnem obdobju od 1915-1918 so šli skozi serijo prototipov in proizvodnih ročnih "letalskih telefonov", preden so prišli do prostoročnega grlenega mikrofona, vgrajenega v usnjeno letečo čelado .  

### Svetovna vojna – obleke za celotno telo
Med drugo svetovno vojno so nemški piloti Luftwaffe  :176in tankovske posadke so uporabljale grlene mikrofone. Kmalu zatem so jih sprejele zavezniške zračne sile – USAAF s T-20 in T-30 ter RAF z Mark II. Kasneje so se sovjetski piloti zanašali na modela LA-3 in LA-5. 
1. ↑  The National Archives, Fighting talk: First World War telecommunications
2. ↑  IEEE Spectrum, In World War I, British Biplanes Had Wireless Phones in the Cockpit
3. ↑  Reitsch, H., 1955, The Sky My Kingdom, London: Biddles Limited, Guildford and King's Lynn, ISBN 1853672629
4. ↑  »Vocomotion Throat Microphone Museum«. Vocomotion. 2014. Arhivirano iz prvotnega spletišča dne 29. novembra 2014.